# TSV Hartberg (piłka nożna)
Turn- und Sportverein Hartberg – austriacki klub piłkarski, mający siedzibę w mieście Hartberg, w południowo-wschodniej części kraju.

## Historia
Chronologia nazw:
- 1946: TSV Hartberg

Klub piłkarski TSV Hartberg został założony w miejscowości Hartberg 29 kwietnia 1946 roku. Zespół przez dłuższy czas występował w niższych ligach regionalnych. Pierwszy sukces przyszedł w 1988, kiedy zwyciężył w Landesliga Steiermark i awansował do turnieju finałowego Aufstieg Gruppe Mitte, gdzie zajął drugie miejsce, które nie premiowało wyjściem do 2. Division. Po dwóch latach znów wygrał Landesliga Steiermark, ale potem zajął ostatnie trzecie miejsce w turnieju finałowym Aufstieg Gruppe Mitte. Dopiero w 1995 po wygraniu Landesliga Steiermark bezpośrednio otrzymał promocję do Regionalligi. W sezonie 1995/96 klub zwyciężył w Regionalliga Mitte i awansował do 2. Division. W sezonie 1996/97 debiutował w 2. Division, gdzie zajął 14.miejsce. W następnym sezonie był jedenastym, ale w wyniku reorganizacji ligi 6 drużyn, w tym TSV Hartberg, musiało opuścić II ligę. W kolejnym sezonie 1998/99 klub zwyciężył w Regionalliga Mitte, ale przegrał w barażach o awans do 2. Division. Potem przez kilka sezonów zajmował miejsca w czołówce ligi, a w 2006 ponownie zdobył tytuł mistrza Regionalliga Mitte i bezpośrednio awansował do Erste Liga. Powrót był nieudanym, ostatnie 12.miejsce w sezonie 2006/07 spowodowało spadek do ligi regionalnej. Po dwóch latach w sezonie 2008/09 klub ponownie zwyciężył w Regionalliga Mitte i wrócił do Erste Liga. W sezonie 2009/10 uplasował się na 8.pozycji. W następnym sezonie utrzymał się na tej samej pozycji, ale w sezonie 2011/12 spadł na ostatnią 10.lokatę. Jednak po pokonaniu w barażach Grazer AK pozostał w lidze. W sezonie 2014/15 ponownie zajął ostatnie 10.miejsce i tym razem został oddelegowany do ligi regionalnej. W sezonie 2015/16 był drugim, a w 2016/17 pierwszym. W sezonie 2017/18 klub zajął drugie miejsce w  Erste Liga i zdobył historyczny awans do pierwszej ligi.
W sezonie 2019/2020 austriackiej Bundesligi TSV Hartberg zajął piąte miejsce, kwalifikując się do eliminacji Ligi Europy UEFA. W drugiej rundzie kwalifikacyjnej turnieju drużyna przegrała z polskim Piastem Gliwice 2:3 i została wyeliminowana z rozgrywek.

## Sukcesy

### Trofea krajowe
| \| \| Zdobyte trofea w rozgrywkach Austrii (stan na: 01-05-2025) \| |                                                            |      |                  |
| Rozgrywki                                                           | Osiągnięcie                                                | Razy | Sezon(y)         |
| · Mistrzostwo                                                       | I miejsce                                                  | 0    |                  |
| · Mistrzostwo                                                       | II miejsce                                                 | 0    |                  |
| · Mistrzostwo                                                       | III miejsce                                                | 0    |                  |
| · Mistrzostwo                                                       | 5. miejsce                                                 | 2    | 2019/20, 2023/24 |
| Puchar                                                              | zdobywca                                                   | 0    |                  |
| Puchar                                                              | finalista                                                  | 1    | 2024/25          |
| II liga                                                             | I miejsce                                                  | 0    |                  |
| II liga                                                             | II miejsce                                                 | 1    | 2017/18          |
| II liga                                                             | III miejsce                                                | 0    |                  |
| Austria                                                             | Zdobyte trofea w rozgrywkach Austrii (stan na: 01-05-2025) |      |                  |

- Regionalliga Mitte:
  - mistrz (5x): 1995/96, 1998/99, 2005/06, 2008/09, 2016/17
- Landesliga Steiermark:
  - mistrz (3x): 1987/88, 1989/90, 1994/95

## Stadion
Klub rozgrywa swoje mecze domowe na stadionie Profertil Arena Hartberg w Hartbergu, który może pomieścić 4500 widzów.

## Europejskie puchary
Legenda do wszystkich tabel:
- Q – runda eliminacyjna, 1/16, 1/8, 1/4, 1/2 – odpowiednia faza rozgrywek, Grupa – runda grupowa, 1r gr – pierwsza runda grupowa, 2r gr – druga runda grupowa, F – finał, R – runda, PO – play-off
- k. – rzuty karne, los. – losowanie, Dogr. – dogrywka, w. – zasada bramek strzelonych na wyjeździe

| Sezon   | Rozgrywki   | Runda | Klub          | Dom     | Wyjazd  | Ogólnie |
| ------- | ----------- | ----- | ------------- | ------- | ------- | ------- |
| 2020/21 | Liga Europy | 2Q    | Piast Gliwice | 2–3 (W) | 2–3 (W) | 2–3 (W) |